# Anosia biseriata
Anosia biseriata är en fjärilsart som beskrevs av Butler 1882. Anosia biseriata ingår i släktet Anosia och familjen praktfjärilar. Inga underarter finns listade i Catalogue of Life.